# Велика мечеть Сале
Велика мечеть Сале (араб. المسجد الأعظم) — мечеть у місті Сале, Марокко. Займаючи площу в 5070 м², вона є третьою за величиною мечеттю в країні і спочатку побудована в 1028-1029. Мечеть руйнувалася та відновлювалася кілька разів з моменту свого заснування. Її архітектурний стиль відповідає епохам Альморавідів та Альмохадів, вона має дев'ять арок.
Сильно пошкоджена під час бомбардування Сале французами в 1851 і була ненадовго закрита в період французького протекторату в Марокко.

## Історія
Побудована за наказом Теміма Ібн Зірі, вождя берберського племені Бану-Іфрен, в 1028-1029. Її реконструювали та розширили 1196 року за наказом Абу Юсуфа Якуба аль-Мансура, третього халіфа Альмохадов, внаслідок чого вона стала третьою за величиною мечеттю в Марокко після мечеті Хасана II в Касабланці (найбільша) і мечеті університету Аль-Карауїн. Відтоді її неодноразово руйнували та перебудовували.
За свідченням історика Абд аль-Муніма Аль-Хасіді, 700 французьких рабів були залучені до реконструкції мечеті за наказом Якуба аль-Мансура, в результаті якої до комплексу було додано медресе.
В 1260 Сале зайнятий кастильськими військами, і 3000 жінок, дітей і літніх жителів міста були зібрані в мечеті і відправлені рабами в Севілью.
У 1851 Сале зазнав бомбардування французькими військами, мечеть зазнала серйозних пошкоджень після влучення в неї шести гарматних ядер.
Під час французького протекторату в Марокко, в 1930-х, мечеть використовувалася для зборів марокканських націоналістів, лідерами яких були Саїд Хаджі, Ахмед Мааніну, Бубкер Ель-Кадірі та Абу Бакр Знібер. Згодом французька влада закрила мечеть, щоб припинити її використання як місце для поширення націоналістичних настроїв, але пізніше вона знову була відкрита.